# خط طول 88° غرب
خط طول 88° غرب هو أحد خطوط الطول الجغرافية، والتي تمتد من القطب الشمالي الجغرافي إلى القطب الجنوبي الجغرافي، وحسب التحويل الزمني يتأخر خط طول 88° غرب عن خط غرينتش بـ5 ساعة و52 دقيقة.

## من القطب إلى القطب
ينطلق خط طول 88° غرب من القطب الشمالي نحو القطب الجنوبي مرورا بالمناطق التي ترد في الجدول التالي:
| الإحداثيات                         | البلد أو الإقليم أو البحر | ملاحظات |
| ---------------------------------- | ------------------------- | --- |
| 90°0′N 88°0′W / 90.000°N 88.000°W  | المحيط المتجمد الشمالي    | |
| 82°6′N 88°0′W / 82.100°N 88.000°W  | كندا                      | نونافوت — جزيرة إليسمير |
| 80°41′N 88°0′W / 80.683°N 88.000°W | Nansen Sound              | |
| 80°26′N 88°0′W / 80.433°N 88.000°W | كندا                      | نونافوت — جزيرة أكسل هايبرغ |
| 78°29′N 88°0′W / 78.483°N 88.000°W | Norwegian Bay             | |
| 77°49′N 88°0′W / 77.817°N 88.000°W | كندا                      | نونافوت — جزيرة إليسمير |
| 77°36′N 88°0′W / 77.600°N 88.000°W | Norwegian Bay             | |
| 77°7′N 88°0′W / 77.117°N 88.000°W  | كندا                      | نونافوت — جزيرة إليسمير |
| 76°22′N 88°0′W / 76.367°N 88.000°W | جونز ساوند [لغات أخرى]‏    | |
| 75°31′N 88°0′W / 75.517°N 88.000°W | كندا                      | نونافوت — جزيرة ديفون |
| 74°28′N 88°0′W / 74.467°N 88.000°W | Lancaster Sound           | |
| 73°39′N 88°0′W / 73.650°N 88.000°W | كندا                      | نونافوت — بافن (جزيرة) |
| 70°18′N 88°0′W / 70.300°N 88.000°W | خليج بوتيا                | |
| 68°48′N 88°0′W / 68.800°N 88.000°W | كندا                      | نونافوت — شبه جزيرة سيمبسون (mainland) |
| 68°14′N 88°0′W / 68.233°N 88.000°W | خليج اللجنة               | |
| 67°38′N 88°0′W / 67.633°N 88.000°W | كندا                      | نونافوت — mainland |
| 64°17′N 88°0′W / 64.283°N 88.000°W | خليج هدسون                | |
| 56°28′N 88°0′W / 56.467°N 88.000°W | كندا                      | أونتاريو — mainland و St. Ignace Island |
| 48°44′N 88°0′W / 48.733°N 88.000°W | بحيرة سوبيريور            | |
| 47°28′N 88°0′W / 47.467°N 88.000°W | الولايات المتحدة          | ميشيغان — Keweenaw Peninsula |
| 47°18′N 88°0′W / 47.300°N 88.000°W | بحيرة سوبيريور            | Keweenaw Bay |
| 46°54′N 88°0′W / 46.900°N 88.000°W | الولايات المتحدة          | ميشيغان ويسكونسن — من 45°47′N 88°0′W / 45.783°N 88.000°W, مرورا عبر ميلواكي (ويسكونسن) (في 43°2′N 88°0′W / 43.033°N 88.000°W) إلينوي — من 42°30′N 88°0′W / 42.500°N 88.000°W, مرورا عبر the outskirts of شيكاغو (في 41°55′N 88°0′W / 41.917°N 88.000°W) إنديانا — لحوالي 2 km من 38°6′N 88°0′W / 38.100°N 88.000°W Illinois — لحوالي 4 km من 38°5′N 88°0′W / 38.083°N 88.000°W Indiana — من 38°3′N 88°0′W / 38.050°N 88.000°W كنتاكي — من 37°47′N 88°0′W / 37.783°N 88.000°W تينيسي — من 36°41′N 88°0′W / 36.683°N 88.000°W ألاباما — من 35°0′N 88°0′W / 35.000°N 88.000°W |
| 30°42′N 88°0′W / 30.700°N 88.000°W | Mobile Bay                | |
| 30°14′N 88°0′W / 30.233°N 88.000°W | الولايات المتحدة          | ألاباما — Mobile Point peninsula |
| 30°13′N 88°0′W / 30.217°N 88.000°W | خليج المكسيك              | |
| 21°36′N 88°0′W / 21.600°N 88.000°W | المكسيك                   | ولاية يوكاتان ولاية كينتانا رو — من 20°24′N 88°0′W / 20.400°N 88.000°W |
| 18°27′N 88°0′W / 18.450°N 88.000°W | Chetumal Bay              | |
| 17°54′N 88°0′W / 17.900°N 88.000°W | بليز                      | Ambergris Caye |
| 17°47′N 88°0′W / 17.783°N 88.000°W | البحر الكاريبي            | Passing by several جزر بليز |
| 15°47′N 88°0′W / 15.783°N 88.000°W | هندوراس                   | |
| 13°52′N 88°0′W / 13.867°N 88.000°W | السلفادور                 | |
| 13°9′N 88°0′W / 13.150°N 88.000°W  | المحيط الهادئ             | |
| 60°0′S 88°0′W / 60.000°S 88.000°W  | المحيط الجنوبي            | |
| 72°46′S 88°0′W / 72.767°S 88.000°W | القارة القطبية الجنوبية   | Territory المطالب الإقليمية بالقارة القطبية الجنوبية by تشيلي (المقاطعة التشيلية بالقارة القطبية الجنوبية) |